# Antero
Antero är ett finskt förnamn. Anteros namnsdag i den finskspråkiga kalendern är 30 november.
Antero är även den spanska versionen av det latinska namnet Anterus.

## Personer med namnet Antero
- Antero Kivi, finländsk friidrottare
- Antero Laukkanen, finländsk socialråd, pastor och riksdagsledamot
- Antero Mertaranta, finländsk sportkommentator och TV-personlighet
- Antero Niittymäki, finländsk ishockeyspelare
- Antero Ojala, finländsk skridskoåkare
- Antero de Quental, portugisisk skald
- Antero Svensson, finländsk militär
- Antero Vartia, finländsk politiker, företagare, programledare och skådespelare
- Antero Warelius, finländsk präst och skriftställare